# Domorodí obyvatelé Spojených států amerických
Domorodí obyvatelé Spojených států amerických je označení pro domorodé Američany obývající území dnešních Spojených států amerických. Ne všechny původní obyvatele USA lze označit za Indiány – neřadí se sem Havajci (Native Hawaiians), Eskymáci (Inuité) a Aleuti. Američtí domorodci se dělí do mnoha různých kmenů a skupin.
Označení "Indiáni" nebo "Eskymáci" nejsou přesné termíny; jsou to koloniální označení, které sami domorodí obyvatelé nepřijímají a od jejich používání je odkláněno.
Předci dnešních domorodých obyvatel dorazili do Spojených států před nejméně 15 000 lety, a to z Asie přes Beringii. Následně se vyvinula řada rozmanitých národů, kmenů a kultur. Indiány však výrazně ovlivnila evropská kolonizace Ameriky, která začala roku 1492, a jejich počty rapidně ubývaly kvůli zavlečeným chorobám, válkám a otroctví. Po založení Spojených států bylo mnoho kmenů vystaveno válčení, odsunům a jednostranným smlouvám a dodnes trpí diskriminační vládní politikou. Od 60. let 20. století vedlo hnutí za nezávislost k mnoha změnám v životech amerických domorodců a dnes je ve Spojených státech více než pět miliónů domorodých Američanů.

## Dějiny
Objevení Ameriky Kryštofem Kolumbem v roce 1492 znamenalo pro indiány převratné změny. Především došlo k rozšíření evropských infekčních nemocí, v důsledku jejichž neustálých epidemií zahynulo 90 % obyvatel, populace prudce poklesla. V roce 1513 španělský objevitel Juan Ponce de León jako první Evropan vstoupil na území dnešních Spojených států na Floridu. Angličané na východním pobřeží Severní Ameriky založili 13 kolonií, které posléze získaly nezávislost jako Spojené státy americké. Domorodci měli jinou kulturu a koncept vlastnických práv než Evropané, a tak se s evropskými osadníky často dostávali do konfliktů. Američané se snažili domorodce "civilizovat" s tím, že se jednou stanou americkými občany, což navrhl prezident George Washington a Henry Knox. V roce 1830 schválil Americký kongres Indian Removal Act, který nařizoval odsun všech domorodců za řeku Mississippi, aby se předešlo násilným střetům mezi domorodci a osadníky. S další americkou expanzí na západ nastaly další konflikty mezi evropskými osadníky, kteří chtěli Velké pláně začít obdělávat, a místními kočovnými indiány, kteří si osvojili Evropany dovezené koně a lovili bizony. V sérii indiánských válek však byli poraženi a umístěni do rezervací. V roce 1924 bylo všem americkým domorodým lidem uděleno americké občanství. Podle Markéty Křížové rozklad indiánské civilizace nebyl způsoben expanzí Evropanů, indiánské říše byly oslabeny a vzhledem ke svému násilnému a často zaostalému způsobu života byl zánik předurčen, a proto byl nevyhnutelný. Podle Markéty Křížové celá kultura prérijních Indiánů je produkt styku s Evropou. Indiáni neznali např. koně, kovové zbraně, nože, korálky nebo kotle, v předkolumbovské době neměli jak ulovit bizony. Vyšší životní standard a větší bezpečí indiánům přinášely křesťanské misie. Při neúrodě pomáhaly ostatní misie. Misionáři se snažili zabránit nejhorším excesům – lidským obětem, mučení zajatců, kanibalismu, týrání manželek a sirotků.

## Společnost, kultura a jazyk
I přesto, že se kmeny mezi sebou výrazně odlišují kulturními rysy, jazyky, oděvem a zvyky, jsou určité prvky, které mezi sebou sdílejí. První evropsko-američtí učenci popisovali domorodce jako společnost, které dominují klany.
První kmeny lovců-sběračů si vyráběly kamenné nástroje už před 10 000 lety; s tím jak nastával věk metalurgie, nastupovaly nové technologie a začaly se vyrábět účinnější zbraně. Před kontaktem s Evropany používala většina kmenů stejné zbraně. Nejběžnější zbraní byl luk a šíp, válečný kyj a kopí. Kvalita, materiál a design se ale od sebe velmi lišily. Využívání ohně bylo velmi důležitým prvkem jak pro zajištění a přípravu stravy, tak i pro rozkvět lidské populace a to tím, jak oheň měnil krajinu kontinentu.
Velcí savci jako mamuti a mastodonti byli už kolem roku 8000 př. n. l. na pokraji vyhynutí. Indiáni proto přešli k lovu jiné velké zvěře, a to k lovu bizonů. Kmeny z Velkých planin lovily bizony ještě v době, kdy se poprvé setkaly s Evropany. Znovuzavedení koně Španěly do Severní Ameriky v 17. století a tím, jak se je domorodí obyvatelé naučili využívat, výrazně pozměnilo jejich kulturu, včetně způsobu lovu velké zvěře. Koně se tak stali cenným a centrálním prvkem indiánských životů a pokládali se za měřítko bohatství.

### Zemědělství
Tykev byla jedna z prvních plodin, kterou domorodí Američané pěstovali. Mezi další plodiny patřily bavlna, slunečnice, dýně, tabák, merlík, truskavec a Iva annua..
Zemědělství se na jihozápadě začalo vyvíjet asi před 4000 lety, kdy obchodníci přivezli z Mexika kulturní odrůdy. Z důvodu různého podnebí byla pro úspěšné zemědělství zapotřebí určitá vynalézavost. Podnebí na jihozápadě se pohybovalo od chladných, vlhkých horských regionů až po písčitou půdu v poušti. V této době přišlo pár inovací v zemědělství, včetně zavlažování, které mělo přivádět vodu do suchých oblastí. Další technikou byl výběr semen podle vlastností rostlin, ze kterých pocházela.
Na jihozápadě pěstovali fazole v podstatě stejným způsobem jako jsou pěstovány i teď. Na východě však byly sázeny hned vedle kukuřice, aby se k jejím stonkům mohly uchytit fazolové stonky.
Avšak nejdůležitější plodinou, kterou pěstovali, byla kukuřice. Počátky pěstování kukuřice sahají až do Mezoameriky a dále se rozšiřovalo na sever. Asi před 2000 lety se dostalo na východ Ameriky. Kukuřice byla pro indiány velmi důležitá, protože byla součástí jejich každodenní stravy. Během zimy mohla být skladována v podzemních jámách a žádná část nepřišla nazmar. Slupka se používala k řemeslnictví a klas jako palivo do ohniště.
Od roku 800 n. l. měli domorodí obyvatelé Ameriky tři nejdůležitější plodiny – fazole, tykev a kukuřici – často také nazývané jako tři sestry.
Genderové role se u indiánů v zemědělství lišily region od regionu. Na jihozápadě to byli muži, kdo připravoval motykou půdu, a ženy se staraly o výsadbu, odstraňování plevele a sklizeň. Ve většině ostatních regionů se staraly o vše ženy, včetně vyčištění půdy. A protože domorodí Američané střídali pole poměrně často, bylo čištění půdy opravdu náročnou prací. Říká se, že to byl Squanto, kdo ukázal poutníkům v Nové Anglii, jak používat ryby k hnojení půdy, ale o pravdivosti tohoto příběhu se diskutuje.
Fazole se sázely vedle kukuřice jednak proto, aby nahrazovaly dusík, který kukuřice brala ze země, ale také proto, že se pak kukuřičné stonky používaly jako podpora ke šplhání. Domorodí Američané používali oheň také ke spálení plevele a vypálení půdy, aby se do půdy mohly navrátit živiny. Pokud to nepomohlo, tak nechali polem ladem a našli si pro pěstování nové místo.
Na východní části kontinentu si Evropané všimli, že domorodci čistí pro ornou půdu opravdu velké plochy. Jejich pole v Nové Anglii někdy pokrývala stovky akrů. Kolonisté ve Virginii zaznamenali tisíce akrů obdělávané domorodými Američany.
K obdělávání půdy se běžně používaly nástroje jako motyka, palice a sázecí kolík. Motyka byla hlavním nástrojem pro orbu a přípravu půdy k výsadbě a k odstraňování plevele. První podoby motyky byly ze dřeva a kamene. Když osadníci dovezli železo, indiáni přešli na železné motyky a sekery. Sázecí kolík byl klacík ke kopání, který se používal k sázení semen. Jakmile byly plodiny sklizeny, ženy je připravovaly k jídlu. Palice používaly k mletí obilí na kaši. Poté ji v této formě uvařily a snědly nebo ji upekly jako kukuřičný chléb.

### Genderové role
Genderové role se liší kmen od kmenu. Spousta domorodců se vymykala koloniálním nebo náboženským očekáváním sexuality a pohlaví. Poměrně běžné byli například joyas neboli muži, kteří si přisvojili sociální a sexuální role žen.
Ať už je kmen převážně matrilineární nebo patrilineární, mají obvykle nějaký stupeň rozhodovací pravomoci v rámci kmene obě pohlaví. Mnoho národů, jako třeba Haudenosaunee Five Nations a Jihovýchodní Muskogean kmeny, mají matrilineární nebo systém Klan Matek, ve kterém je majetek a dědičné vůdčí postavení řízeno a předáváno přes mateřskou linii. Děti náleží k matčině klanu. V kultuře kmenů Čerokiů vlastní rodinný majetek ženy. Když se tradiční mladé ženy vdají, jejich manželé se mohou připojit k domácnosti matky jejich manželky.
Matrilineární struktury umožňují mladým ženám asistenci u porodu a pomoc při výchově a ochraňují je v případě konfliktů mezi páry. Pokud se pár rozejde nebo muž zemře, žena má rodinu, o kterou se může opřít. V matrilineárních kulturách jsou to obvykle matčini bratři, kteří zastupují hlavní mužské role u dětí. Otcové nemají v manželčině a dětském klanu žádné postavení, protože patří do klanu své vlastní matky. Dědičné náčelnické pozice klanu se předávají skrz matčinu linii a náčelníci jsou odjakživa vybíráni na doporučení starších žen, které také mohou náčelníka odmítnout.
V patrilineárních kmenech, jako je Omaha, Osage a Ponca, se vůdcovství předává skrz linii muže a děti patří otci a jeho klanu. Pokud si žena v těchto kmenech vezme někoho jiného než domorodého Američana, už nadále není součástí kmene a její děti sdílí etnickou příslušnost a kulturu svého otce.
V některých kmenech muži odjakživa lovili, obchodovali a válčili, zatímco ženy se, jako dárkyně života, staraly o přežití a blahobyt svých rodin (a budoucnost kmene).  Ve spoustě kmenů ženy sbírají a pěstují rostliny a byliny k léčbě nemocí, starají se o mladé a staré, vyrábí veškeré oblečení a nástroje a zpracovávají a konzervují maso a kůži ze zvěře. Některé matky využívají při práci či cestování k nošení dětí takzvané kolébky. V jiných kmenech nejsou genderové role tak jasné a v dnešní době o to více.
Přinejmenším několik desítek kmenů povoluje polygamii se sestrami s procesními a ekonomickými limity.
Kromě toho, že se ženy starají o domov, mají i mnoho dalších povinností nezbytných pro přežití kmenů. Vyrábějí zbraně a nástroje, starají se o střechy domů a často pomáhají mužům lovit a rybařit. V některých kmenech jsou to ženy, které sbírají byliny a léči nemocné, zatímco v jiných mohou tuto úlohu vykonávat i muži.
Dívky z kmenů Lakota, Dakota a Nakota jsou podporovány ve výuce jezdectví, lovení a bojů. I přesto, že boje jsou ve většině případů doménou chlapců a mužů, bojovaly občas i ženy – jak ve válkách, tak i v obraně domova – zejména v případě, pokud byl kmen vážně ohrožen.

## Současnost
Nárůst domorodé populace se datuje okolo roku 1900, v roce 1970 žilo na území USA 0,827 mil. domorodců, v roce 1980 celkem 1,361 mil., v roce 2000 2,4 mil. domorodců a 1,8 mil. míšenců, celkem 4,2 mil. osob, v roce 2010 2,9 mil. domorodců a 2,3 mil. míšenců, celkem 5,22 mil. osob.
V dnešní době domorodí lidé často žijí v jedné z 314 rezervací, které mají vyjednány smlouvy s vládou USA a mají i občanství dané rezervace. Rezervace spadají výhradně pod jurisdikci této rezervace a neplatí na jejím území většina zákonů USA, včetně daňových povinností. Mimo rezervace jsou domorodci osvobozeni od daní v taxativně vymezené oblasti činností, nejznámější je provozování hazardních her. V roce 2001, domorodí Američané provozovali celkem 290 kasin v 28 státech USA s celkovým příjmem 12,7 miliard USD. Vedle toho je kultura domorodců dotována z federálního rozpočtu, v roce 2001 celkem 9,4 miliard USD. Domorodí Američané mají nárok na různé sociální dávky, v rámci tzv. Affirmative action jsou přijímáni přednostně na univerzity. I přes tuto podporu se je mnohdy nedaří integrovat do běžného života. Mezi domorodci je rozšířená konzumace alkoholu a drog.
Mírná většina domorodců žije mimo rezervace, hlavně ve velkých městech. Největší komunitou je dnes národ Navahů, kteří žijí v rezervaci Navajo Nation. Největší populace dnes mají státy Oklahoma (bývalé Indiánské teritorium), Arizona, Nové Mexiko (rezervace Navahů), Aljaška (část z toho Inuiti a Aleuti) a dále státy Velkých plání jako Severní Dakota, Jižní Dakota a Montana. Největšími kmeny jsou Čerokíové s počtem přes 1 mil. osob, Navahové s počtem 0,3 mil. osob a Siouxové s počtem 0,15 mil. osob. Rezervace kmene Navahů má rozlohu větší než 9 států USA: Connecticut, Delaware, Maryland, Massachusetts, New Hampshire, New Jersey, Rhode Island, Vermont, Západní Virginie.

## Rezervace

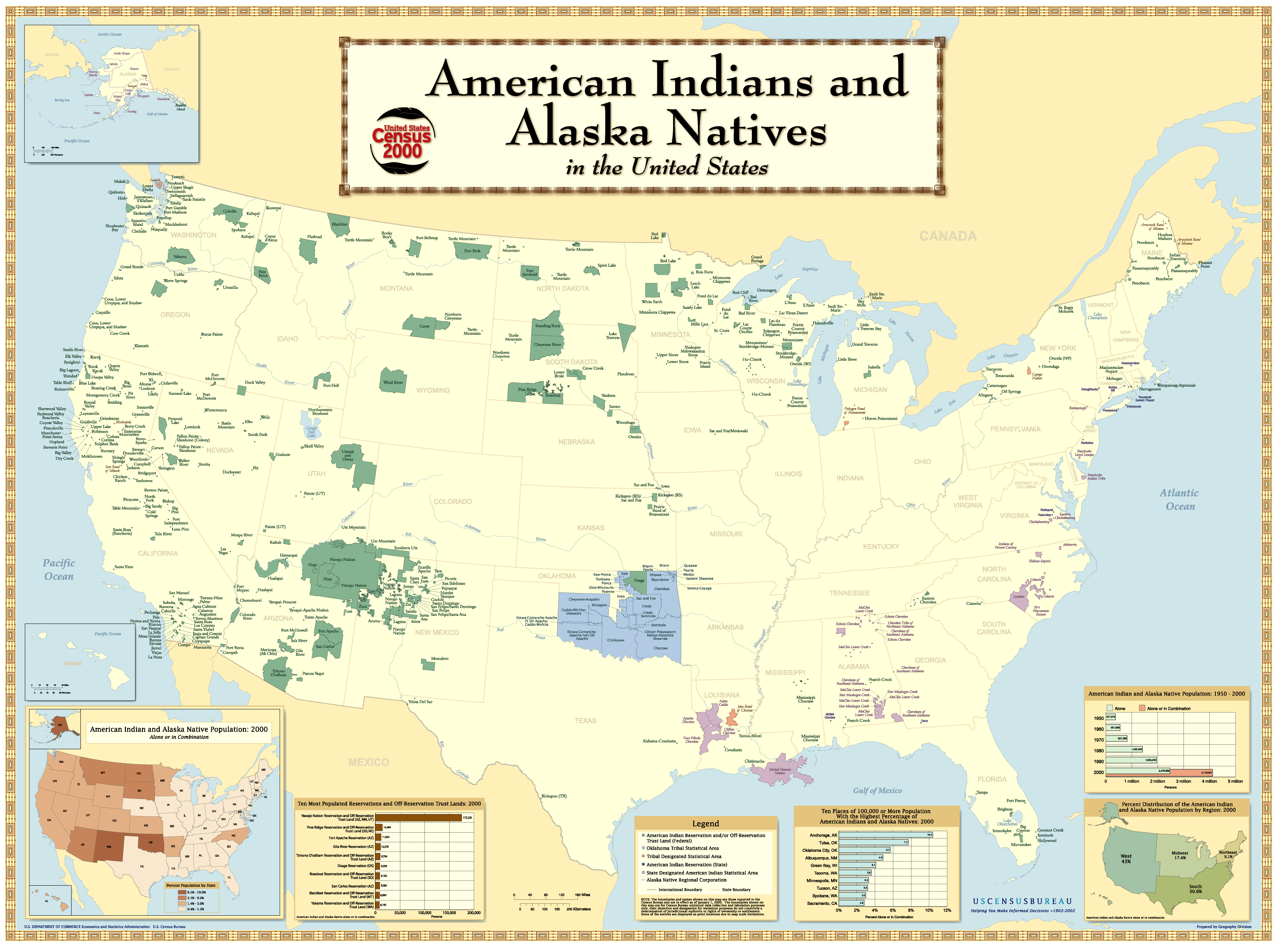
Mapa domorodých rezervací v USA

V USA jsou rezervace řízené indiánskými kmeny pod záštitou Úřadu pro indiánské záležitosti ministerstva vnitra USA. Protože rezervace mají omezenou suverenitu, jejich zákony se mezi sebou liší.
V USA existuje přibližně 314 domorodých rezervací, což znamená, že ne každý z téměř 550 kmenů má svou rezervaci. Ve skutečnosti mají některé kmeny dokonce více rezervací, jiné naproti tomu nemají žádnou. Z důvodů prodeje pozemků a parcelizace z minulosti jsou některé rezervace rozdělené na více částí.
Všechny americké rezervace dohromady zabírají 225 410 km², což představuje 2,3 % celého území USA.
V rezervacích nemají pravomoc lokální vlády, ani federální vláda, nýbrž kmenové rady. Různé rezervace mají různé systémy vlády. Ty mohou, ale nemusí kopírovat formy vlád mimo území rezervace.